# Ginette Catriens
Ginette Simonne Catriens, née le 7 janvier 1915 dans le 13e arrondissement de Paris et morte le 11 juin 2011 au Cannet (Alpes-Maritimes), est une chanteuse lyrique et une actrice française.

## Biographie
Après des études de chant au Conservatoire de Paris, elle débute dans l'opérette Princesse Czardas aux Variétés de Marseille en avril 1936.
Connue également sous le nom de Ginette Mesly ou de Ginette Melcy, elle est la fille de Maurice Catriens, directeur de la Gaîté Lyrique. Elle a épousé le chanteur Guy Berry en juin 1942

### Miss France
Élue Miss Île-de-France 1938, elle remporte à 24 ans à Paris le 24 avril 1939 le titre de Miss France 1939. Elle est la 15e Miss France.
Le jury, réuni Faubourg Saint-Honoré, était présidé par le peintre Kees van Dongen.

## Filmographie
- 1938 : Un fichu métier, de Pierre-Jean Ducis : Martine (sous le nom de Ginette Melcy)
- 1939 : Marseille mes amours, de Jacques Daniel-Norman (sous le nom de Ginette Mesly)
- 1942 : Caprices, de Léo Joannon : la vendeuse